# Rehsonia brachybotrys
Rehsonia brachybotrys là một loài thực vật có hoa trong họ Đậu. Loài này được (Siebold & Zucc.) Stritch miêu tả khoa học đầu tiên năm 1984.